# Reinhard Richter (Paläontologe)
Reinhard Richter (* 28. Oktober 1813 in Reinhardsbrunn; † 16. Oktober 1884 in Jena) war ein deutscher Lehrer (Direktor der Realschule in Saalfeld), Geologe und Paläontologe. Er war ein Pionier der Erforschung der Geologie des Thüringer Waldes und herzoglich-sächsischer Geheimer Rat.

## Leben
Er war der Sohn eines Pfarrers, ging in Hildburghausen auf das Gymnasium und studierte in Jena Philologie und Theologie. Ab 1837 war er Lehrer in Saalfeld an der Realschule, deren Direktor er 1853 wurde. Als Pensionär zog er nach Jena, um sich wissenschaftlichen Studien zu widmen.
Er veröffentlichte grundlegende Untersuchungen über die Muschel-Gattung Myophoria des Wellenkalks der Germanischen Trias, neben vielen weiteren Abhandlungen unter anderem zum Paläozoikum (wie Graptolithen) in Thüringen. Von ihnen erstbeschrieb er Myophoria gibba und Myophoria mutica. 1856 veröffentlichte er mit dem Wiener Paläobotaniker Franz Unger über fossile Flora und Fauna des Oberdevon in Thüringen. 1867/68 veröffentlichte er über steinzeitliche archäologische Funde am Kalkofen und roten Berg in Saalfeld. Er arbeitete an den Blättern der geologischen Kartierung durch die Preußische Geologische Landesanstalt in der Umgebung von Saalfeld mit. 1849 wurde er als Mitglied (lfd. Nr. 121 von 170 Mitgliedern) in die Ende Dezember 1848 neu gegründete Deutsche Geologische Gesellschaft aufgenommen.
Er veröffentlichte auch in Botanik und Zoologie (Fische).

## Ehrungen
- 1853 Wahl zum Mitglied der Deutschen Akademie der Naturforscher Leopoldina.[3]
- 1858 Ehrendoktor der Universität Jena
- Auszeichnung mit dem sächsisch-ernestinischen Hausorden 1. Klasse

## Schriften
- Gaea von Salfeld, Programm der Realschule Saalfeld 1853
- Myophorien des thüringischen Wellenkalks. Zeitschrift der Deutschen geologischen Gesellschaft, 21, 1869, S. 444–457, Tafel VII
- Das Thüringische Schiefergebirge. VII. Trias, Zeitschrift der Deutschen geologischen Gesellschaft, 21, 1869, S. 430–441